# I Кубок Азии по кудо
I Кубок Азии по КУДО — международный турнир по КУДО, прошедший 14 июня 2014 года в Концертно-спортивном комплексе «Фетисов-Арена» города Владивосток.

## Участники
Участие в турнире приняло 90 бойцов из России, Японии, Республики Корея, Монголии, Армении, Казахстана, Азербайджана.
Турнир проводился в семи категориях — шести мужских (230, 240, 250, 260, 270, 270+ единиц) и одной абсолютной женской.

## Гости турнира
На турнире в качестве почетного гостя присутствовал Президент Международной Федерации КУДО (KIF) гранд-мастер Адзума Такаси.

## Итоговые результаты
По итогам турнира призовые места распределились следующим образом :
230 единиц
1.Ишпулатов Шавкат (Владивосток)
2.Алиев Эльмар (Ярославль)
3.Лутченко Сергей (Владивосток)
240 единиц
1.Манавазян Гегам (Владивосток)
2.Гришин Андрей (Находка)
3.Утида Дзюнъити (Япония)
250 единиц
1.Пермин Игорь (Владивосток)
2.Валяев Никита (Москва)
3.Келехсаев Руслан (Владивосток)
260 единиц
1.Харитонов Алексей (Москва)
2.Халиев Адам (Чеченская Республика)
3.Климчук Альберт (Уссурийск)
270 единиц
1.Черных Андрей (Владивосток)
2.Караульных Константин (Владивосток)
3.Лещев Антон (Уссурийск)
270+ единиц
1.Шаламаев Евгений (Владивосток)
2.Люлькин Роман (Владивосток)
3.Джун Кук Ли (Корея)
Абсолютная женская категория
1.Резепкина Алина (Владивосток)
2.Малинчик Альбина (Владивосток)
3.Потокова Светлана (Московская область)

## Трансляция
Трансляцию с 1/8 финала турнира в прямом эфире осуществлял телеканал «Бойцовский клуб» и портал «Sportbox.ru». Отборочные поединки не транслировались.

## Видео
- Трансляция на портале «Sportbox.ru». Архивная копия от 14 июня 2014 на Wayback Machine

- Видеоролик на тему прошедшего турнира Архивная копия от 17 апреля 2016 на Wayback Machine